# Bataille de Fontarrabie
Guerre de Trente Ans
Batailles
La bataille de Fontarrabie ou Fontarabie (en Français), ou Fuenterrabía (7 septembre 1638) une victoire espagnole sur la France.

## La bataille
Entre juin et septembre 1638, dans le cadre de la guerre de Trente Ans, les troupes françaises assiègent la place forte de Fontarrabie, ville frontalière située à l'embouchure de la Bidassoa.
L'armée française, commandée par Henri II de Bourbon-Condé (Prince de Condé) et Henri d'Escoubleau de Sourdis, composée de 27 000 hommes, et de nombreux bateaux de guerre. On estime à 16 000 le nombre de boulets tirés par les Français sur les murailles de la ville.
À la fin du conflit, il resta environ 300 survivants, principalement des femmes et des enfants. Si la ville était virtuellement détruite, elle ne se rendit pas.
Le 7 septembre, un détachement de l'armée espagnole dirigé par Juan Alfonso Enriquez de Cabrera, IXe amiral de Castille, arriva au secours de la ville et défit les forces françaises.
La déroute, considérée comme désastreuse par les Français, fut attribuée par Henri d'Escoubleau de Sourdis à un de ses généraux, Bernard de La Valette, duc d'Épernon, qui avait refusé de diriger une attaque ordonnée par Sourdis, croyant à son manque d'intérêt tactique.
Les forces françaises se composaient de 18 000 soldats d'infanterie, et 2 000 cavaliers, appuyés par 20 à 30 bateaux de guerre et près de 7 000 marins.
La citadelle de Fontarrabie était défendue par environ 1 300 hommes, auquel on rajoute les 15 000 soldats d'infanterie et 500 cavaliers du détachement de Juan Alfonso Enriquez de Cabrera.

## Postérité
La victoire fait toujours l'objet de célébration à l'heure actuelle, tous les 8 septembre, avec un défilé appelé : el Alarde.
La ville de Fontarrabie reçut le titre de « Muy noble, muy leal, muy valerosa y muy siempre fiel », soit « Très noble, très loyal, très valeureuse et toujours très fidèle ».